# The Fun Tour
The Fun Tour, "El Tour Diversión", en español. Fue la gira debut de la cantante y compositora estadounidense Cyndi Lauper, realizada para promocionar su álbum debut She's So Unusual. 
fue una gira de 1984. Fue la primera gira de conciertos por Cyndi Lauper. Apoyando su primer álbum de estudio She's So Unusual.
Fue su primera gran gira como cabeza de cartel, con más de 90 fechas en varias ciudades de América del Norte, la gira comenzó en Poughkeepsie, Nueva York el 22 de noviembre de 1984, finalizando en St. Paul, Minnesota, el 9 de diciembre de 1984. Lauper también realizó presentaciones en París, Londres y Suiza.

## Actuación en La Cumbre (Houston)
Lauper realizó una actuación en La Cumbre (Houston) en octubre de 1984. Fue filmada para un lanzamiento de un video casero, planificado para 1985, pero no se llegó a dar. Sin embargo, el video promocional de Money Changes Everything se tomó de ese metraje. El programa también se transmitió localmente por la radio esa noche. El programa "In The Palace" (Hollywood) en febrero de 1984 fue filmado, junto con las actuaciones de Madness y Ultrabox, emitido como un programa titulado "Rock Of The 80s"  en Showtime. La actuación de Año Nuevo de 1983 en el Ritz, se transmitió  en MTV como un especial de Año Nuevo

## Listado de Temas[1]
1. When You Were Mine
2. I'll Kiss You
3. The Goonies 'R' Good Enough
4. She Bop
5. I Had a Love
6. Maybe He'll Know
7. All Through the Night
8. He's So Unusualue
9. Yeah Yeah
10. Witness
11. Time After Time
12. Money Changes Everything
13. Girls Just Want to Have Fun

## Fechas de la gira
| Fecha                    | Ciudad                  | País           | Sede                                            |
| Norteamérica             | Norteamérica            | Norteamérica   | Norteamérica                                    |
| ------------------------ | ----------------------- | -------------- | ----------------------------------------------- |
| 22 de noviembre de 1983  | Poughkeepsie            | Estados Unidos | Chance Theatre                                  |
| 23 de noviembre de 1983  | Sea Bright              | Estados Unidos | Club de playa Tradewinds                        |
| 26 de noviembre de 1983  | Paterson                | Estados Unidos | Hurras                                          |
| 29 de noviembre de 1983  | Filadelfia              | Estados Unidos | Salón de música de Ripley                       |
| 1 de diciembre de 1983   | Bostón                  | Estados Unidos | El metro                                        |
| 2 de diciembre de 1983   | New Haven               | Estados Unidos | El lugar del sapo                               |
| 3 de diciembre de 1983   | Providencia             | Estados Unidos | La sala de estar                                |
| 7 de diciembre de 1983   | Washington D. C.        | Estados Unidos | 9:30 Club                                       |
| 9 de diciembre de 1983   | Lagos Pompton           | Estados Unidos | El Meadowbrook                                  |
| 10 de diciembre de 1983  | Siracusa                | Estados Unidos | Club nocturno Jabberwocky                       |
| 11 de diciembre de 1983  | Búfalo                  | Estados Unidos | El continental                                  |
| 12 de diciembre de 1983  | Rochester               | Estados Unidos | Club Casablanca                                 |
| 14 de diciembre de 1983  | Cleveland               | Estados Unidos | Salón Agora                                     |
| 15 de diciembre de 1983  | Pittsburgh              | Estados Unidos | La década                                       |
| 17 de diciembre de 1983  | Nueva York              | Estados Unidos | El Ritz                                         |
| 31 de diciembre de 1983  | Nueva York              | Estados Unidos | El Ritz                                         |
| 24 de febrero de 1984    | Municipio de Union      | Estados Unidos | Teatro Wilkins                                  |
| 25 de febrero de 1984    | Stony Brook             | Estados Unidos | Sala de recitales Stony Brook                   |
| 27 de febrero de 1984    | Los Ángeles             | Estados Unidos | Beverly Theatre                                 |
| 29 de febrero de 1984    | Los Ángeles             | Estados Unidos | Teatro del Palacio                              |
| 5 de marzo de 1984       | Honolulu                | Estados Unidos | Centro de convenciones CBS                      |
| 7 de abril de 1984       | Framingham              | Estados Unidos | Centro de artes escénicas                       |
| 8 de abril de 1984       | New Haven               | Estados Unidos | El lugar del sapo                               |
| 11 de abril de 1984      | Filadelfia              | Estados Unidos | Terrenos del campus de la Universidad de Temple |
| 12 de abril de 1984      | Bostón                  | Estados Unidos | El metro                                        |
| 13 de abril de 1984      | Hartford                | Estados Unidos | Salón de baile Agora West                       |
| 14 de abril de 1984      | Nueva York              | Estados Unidos | Salón de baile Hilton Grand                     |
| 15 de abril de 1984      | Bridgeport              | Estados Unidos | Centro de estudiantes de la UB                  |
| 18 de abril de 1984      | Municipio de Birmingham | Estados Unidos | Club de brandywine                              |
| 19 de abril de 1984      | Nueva York              | Estados Unidos | El Ritz                                         |
| 20 de abril de 1984      | Nueva York              | Estados Unidos | El Ritz                                         |
| 21 de abril de 1984      | Nueva York              | Estados Unidos | El Ritz                                         |
| 24 de abril de 1984      | Chicago                 | Estados Unidos | Park West                                       |
| 25 de abril de 1984      | Cleveland               | Estados Unidos | Salón Agora                                     |
| 26 de abril de 1984      | Detroit                 | Estados Unidos | Ópera de Detroit                                |
| 27 de abril de 1984      | Toronto                 | Canadá         | La sala de conciertos                           |
| 29 de abril de 1984      | Amherst                 | Estados Unidos | Teatro Cornell                                  |
| 2 de mayo de 1984        | Bostón                  | Estados Unidos | El metro                                        |
| 3 de mayo de 1984        | College Park            | Estados Unidos | Coliseo Ritchie                                 |
| 4 de mayo de 1984        | Atlanta                 | Estados Unidos | Six Flags over Georgia Theatre                  |
| 5 de mayo de 1984        | Atlanta                 | Estados Unidos | Rumores del club                                |
| 6 de mayo de 1984        | Tampa                   | Estados Unidos | London Victory Club                             |
| 7 de mayo de 1984        | Hallandale Beach        | Estados Unidos | Botones Sur                                     |
| 9 de mayo de 1984        | Nueva Orleans           | Estados Unidos | presidente                                      |
| Europa                   |                         |                |                                                 |
| 12 de mayo de 1984       | Montreux                | Suiza          | Casino de Montreux                              |
| 14 de mayo de 1984       | París                   | Francia        | Eldorado Club                                   |
| 24 de mayo de 1984       | Londres                 | Inglaterra     | Lyceum Theatre                                  |
| Norteamérica             |                         |                |                                                 |
| 29 de agosto de 1984     | Hartford                | Estados Unidos | Salón de baile Agora West                       |
| 30 de agosto de 1984     | Middletown              | Estados Unidos | Centro de estudiantes de OCCC                   |
| 1 de septiembre de 1984  | Wantagh                 | Estados Unidos | Teatro marino de Jones Beach                    |
| 2 de septiembre de 1984  | Bostón                  | Estados Unidos | Boston Commons                                  |
| 5 de septiembre de 1984  | Nueva York              | Estados Unidos | Muelles de Chelsea                              |
| 6 de septiembre de 1984  | Filadelfia              | Estados Unidos | Centro Mann para las Artes Escénicas            |
| 7 de septiembre de 1984  | Columbia                | Estados Unidos | Pabellón Merriweather Post                      |
| 9 de septiembre de 1984  | Municipio de Holmdel    | Estados Unidos | Centro de artes Garden State                    |
| 13 de septiembre de 1984 | Cataratas de Cuyahoga   | Estados Unidos | Centro de música Blossom                        |
| 15 de septiembre de 1984 | Masón                   | Estados Unidos | Anfiteatro Timberwolf                           |
| 16 de septiembre de 1984 | Hoffman Estates         | Estados Unidos | Teatro musical Poplar Creek                     |
| 22 de septiembre de 1984 | Irvine                  | Estados Unidos | Anfiteatro de Irvine Meadows                    |
| 23 de septiembre de 1984 | Santa Bárbara           | Estados Unidos | Centro de eventos del campus                    |
| 24 de septiembre de 1984 | San Francisco           | Estados Unidos | Teatro Palacio de Bellas Artes                  |
| 26 de septiembre de 1984 | Berkeley                | Estados Unidos | Teatro Comunitario de Berkeley                  |
| 27 de septiembre de 1984 | Bakersfield             | Estados Unidos | Tribuna de la feria del condado de Kern         |
| 28 de septiembre de 1984 | Los Ángeles             | Estados Unidos | Auditorio de Bovard                             |
| 30 de septiembre de 1984 | Tempe                   | Estados Unidos | Auditorio Gammage Memorial                      |
| 2 de octubre de 1984     | Las Cruces              | Estados Unidos | Centro Panamericano                             |
| 3 de octubre de 1984     | Albuquerque             | Estados Unidos | Auditorio Cívico de Albuquerque                 |
| 5 de octubre de 1984     | Roca                    | Estados Unidos | Centro de eventos de CU                         |
| 7 de octubre de 1984     | Tulsa                   | Estados Unidos | Parque Mohawk                                   |
| 10 de octubre de 1984    | Houston                 | Estados Unidos | La cumbre                                       |
| 12 de octubre de 1984    | Dallas                  | Estados Unidos | Arena de la reunión                             |
| 13 de octubre de 1984    | Austin                  | Estados Unidos | Centro Frank Erwin                              |
| 20 de octubre de 1984    | Gainesville             | Estados Unidos | Centro O'Connell                                |
| 21 de octubre de 1984    | Tallahassee             | Estados Unidos | Teatro TLCCC                                    |
| 23 de octubre de 1984    | Fort Pierce             | Estados Unidos | Teatro Sunrise                                  |
| 26 de octubre de 1984    | San Petersburgo         | Estados Unidos | Bayfront Center                                 |
| 27 de octubre de 1984    | Melbourne               | Estados Unidos | Instituto de Tecnología de Florida              |
| 30 de octubre de 1984    | Nueva Orleans           | Estados Unidos | UNO Lakefront Arena                             |
| 31 de octubre de 1984    | Birmingham              | Estados Unidos | Teatro de Alabama                               |
| 2 de noviembre de 1984   | Durham                  | Estados Unidos | Estadio cubierto Cameron                        |
| 4 de noviembre de 1984   | Parque universitario    | Estados Unidos | Sala de recreo                                  |
| 5 de noviembre de 1984   | Fairmont                | Estados Unidos | Centro festivo                                  |
| 8 de noviembre de 1984   | Millersville            | Estados Unidos | Gimnasio Pucillo                                |
| 9 de noviembre de 1984   | Troya                   | Estados Unidos | Casa de campo de Houston                        |
| 10 de noviembre de 1984  | Binghamton              | Estados Unidos | Gimnasio SUNY-Binghamton West                   |
| 12 de noviembre de 1984  | Toronto                 | Canadá         | Jardines de hojas de arce                       |
| 14 de noviembre de 1984  | La ciudad de Quebec     | Canadá         | Colisée de Québec                               |
| 16 de noviembre de 1984  | Montreal                | Canadá         | Foro de Montreal                                |
| 17 de noviembre de 1984  | Ottawa                  | Canadá         | Centro cívico de Ottawa                         |
| 21 de noviembre de 1984  | Belén                   | Estados Unidos | Arena más estable                               |
| 23 de noviembre de 1984  | Charlotte               | Estados Unidos | Charlotte Coliseum                              |
| 24 de noviembre de 1984  | Atlanta                 | Estados Unidos | Teatro Fox                                      |
| 25 de noviembre de 1984  | Chattanooga             | Estados Unidos | UTC Arena                                       |
| 27 de noviembre de 1984  | Nashville               | Estados Unidos | Gimnasio Memorial                               |
| 28 de noviembre de 1984  | Memphis                 | Estados Unidos | Auditorio Ellis                                 |
| 1 de diciembre de 1984   | Hampton                 | Estados Unidos | Hampton Coliseum                                |
| 2 de diciembre de 1984   | Roanoke                 | Estados Unidos | Centro cívico de Roanoke                        |
| 4 de diciembre de 1984   | Pittsburgh              | Estados Unidos | Arena cívica                                    |
| 5 de diciembre de 1984   | Louisville              | Estados Unidos | Jardines de Louisville                          |
| 7 de diciembre de 1984   | Ciudad de Kansas        | Estados Unidos | Arena de Kemper                                 |
| 9 de diciembre de 1984   | San Pablo               | Estados Unidos | Auditorio Roy Wilkins                           |

### Recaudación
| Sede                      | Ciudad           | Entradas vendidas / disponibles | Ingresos brutos |
| ------------------------- | ---------------- | ------------------------------- | --------------- |
| Centro O'Connell          | Gainesville      | 7,910 / 8,144 (97%)             | $ 95,862        |
| Bayfront Center           | San Petersburgo  | 6.414 / 8.450 (76%)             | $ 79,787        |
| Casa de campo de RPI      | Troya            | 6,976 / 9,100 (77%)             | $ 76,052        |
| Jardines de hojas de arce | Toronto          | 13.500 / 13.500 (100%)          | $ 166,353       |
| Arena cívica              | Pittsburgh       | 7.857 / 8.400 (93%)             | $ 108,161       |
| Jardines de Louisville    | Louisville       | 4.265 / 6.850 (62%)             | $ 52,300        |
| Arena de Kemper           | Ciudad de Kansas | 6,505 / 10,000 (65%)            | $ 81,243        |
| Auditorio Roy Wilkins     | San Pablo        | 5.475 / 5.475 (100%)            | $ 66,852        |
| TOTAL                     | TOTAL            | 58.902 / 69.919 (84%)           | $ 726,610       |

## Créditos[2]

### Banda
- Sandy Gennaro - Batería
- Kenni Hairston - teclados y voz
- John K - Bajo
- John McCurry - guitarra, voz

### Otros
- David Wolff - Mánager
- Patrick Lucas - Hair & Make-Up
- Marlene Pierce - Asistente de Cyndi
- Cathy Marrero - vestuario de Cyndi/asistente (EE. UU. y Canadá)
- Robin Irvine - Tour Manager
- David Lang - Jefe de Producción
- Robert 'Cubby' Colby - Ingeniero de sonido antes de Allan Kaufman
- Allan Kaufman - mezclador de sonido después de Robert 'Cubby' Colby
- Gordon Meltzer - Tour Subgerente
- Clive Brinkworth - Teclado Técnico
- Bob Oyler - Drum Técnico
- Mike Marozas - Guitarra Técnico
- Kevin Trock Sound - Ingeniero
- Harald M Danker - Ingeniero de Monitor
- Jim Homan - Sonido
- Rich McDonald - Iluminación Director
- Jim Sabatino - Iluminación
- Pablo Gattoni - Iluminación
- Steve Stang - Conductor de camión
- Jim Medios - Conductor de camión
- Bill Mann - Driver banda de bus
- Bill Nemec - Controlador de la tripulación Brus